# Inabtanin

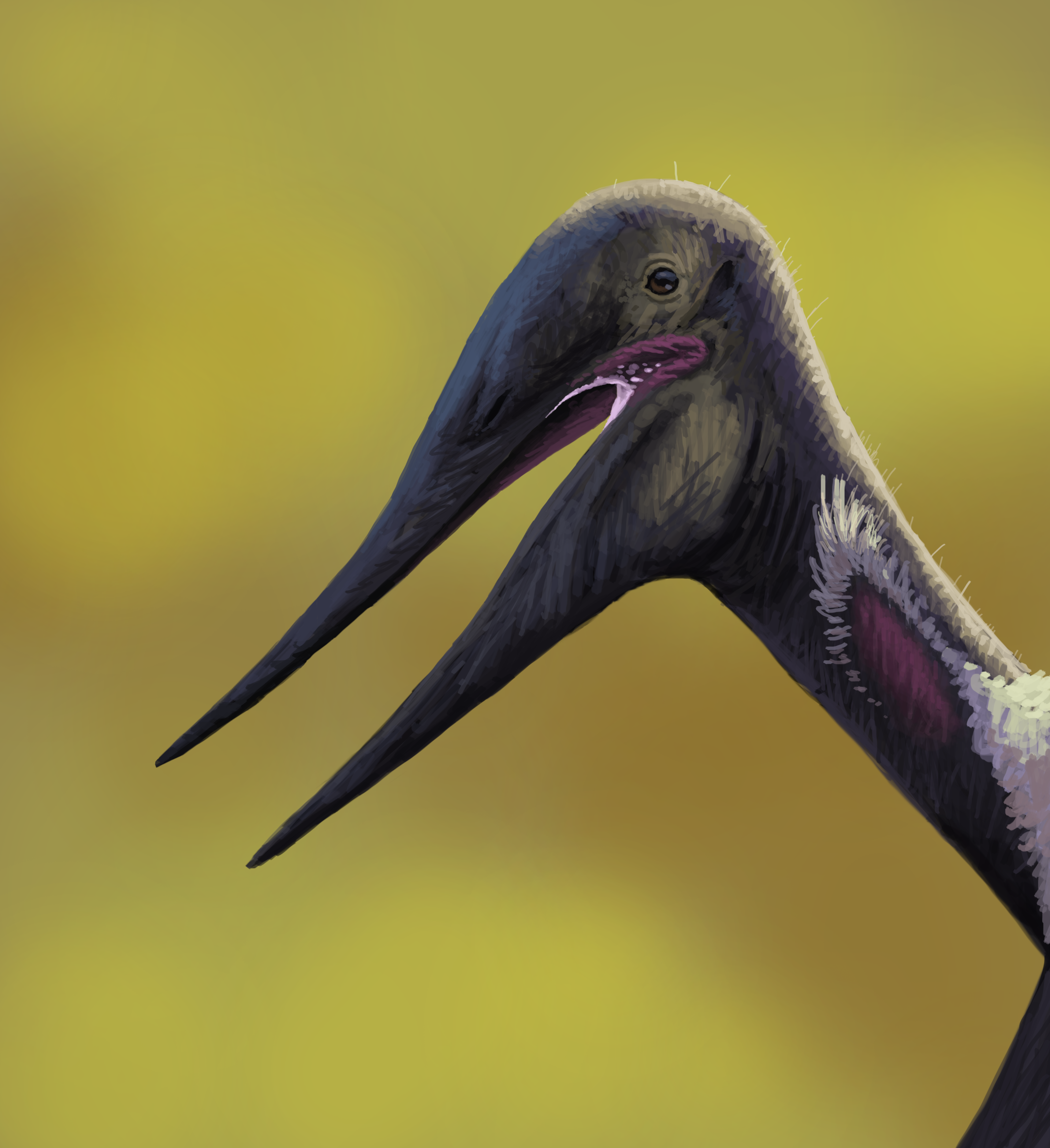
Inabtanin alarabia

Inabtanin alarabia is een pterosauriër, behorend tot de Pterodactyloidea, die tijdens het late Krijt leefde in het gebied van het huidige Jordanië.

## Vondst en naamgeving
In 2007 vonden Mantilla en Zalmout op de Inab-6-vindplaats, een fosfaatmijn, een skelet van een middelgrote pterosauriër. De vondst werd in 2018 gemeld in de wetenschappelijke literatuur.

Diagram van de bewaarde skeletelementen

In 2024 werd de typesoort Inabtanin alarabia benoemd en beschreven door Kierstin L. Rosenbach, Danielle M. Goodvin, Mohammed G. Albshysh, Hassan A. Azzam, Ahmad A. Smadi, Hakam A. Mustafa, Iyad S. A. Zalmout en Jeffrey A. Wilson Mantilla. De geslachtsnaam combineert het Arabisch inab, "druiventros" en tanin, "draak". Dit verwijst naar de Tal Inab, de "druiventrosheuvel" die zo heet naar de goudgele kleur en behalve naar het vliegende reptiel ook naar het Engels tanine, de geelbruine tint. De soortaanduiding verwijst naar het Arabisch schiereiland.
Het holotype, YUPC-INAB-6-001–010, is gevonden in een laag kalksteen van de Muwaqqarformatie, die dateert uit het Maastrichtien. Het bestaat uit een skelet met schedel. Bewaard zijn gebleven: beide bovenkaken, beide onderkaken, vier halswervels, de linkerschoudergordel, het linkeropperarmbeen en de bijna volledige rechtervleugel, zij het dat alleen de het eerste kootje van de vierde vinger tot het materiaal behoort. Het betreft een volwassen individu.

## Beschrijving

Vergelijking in grootte met een mens

Inabtanin is op zich een vrij grote pterosauriër met een vleugelspanwijdte van vijf meter en een schedellengte van een halve meter. Dat is echter nog klein vergeleken met directe verwanten. Bij Roeseifa in Jordanië werd door de onderzoekers ook een specimen van Arambourgiania gemeld, een rechteropperarmbeen dat wijst op een vlucht van tien meter.
De beschrijvers stelden enkele onderscheidende kenmerken vast. Het zijn autapomorfieën, unieke afgeleide eigenschappen, ten opzichte van de Azhdarchoidea als geheel. De onderkaak is hoog en zijdelings afgeplat. De halswervels zijn kort, minder dan vijfmaal langer dan breed. De distale (uiterste) vleugelelementen zijn slank, meer dan tienmaal langer dan breed.

## Fylogenie
Inabtanin is in de Azhdarchoidea geplaatst. Hij deelt sommige kenmerken met de Azhdarchidae, bij voorbeeld de lichaamsomvang, maar mist andere, zoals een rekking van de halswervels en aderopeningen in de onderkaken, waaruit geconcludeerd werd dat hij basaal in de Azhdarchoidea staat.

## Levenswijze
Uit de structuur van de verstevigende beenstijltjes in de overigens holle botten, blijkt dat Inabtanin in staat was tot een klappende vlucht. Grotere vormen als  Arambourgiania zouden op thermiek gezweefd hebben.